# Thomas O'Neill Russell
Thomas O'Neill Russell (1828-1908) fou un novel·lista irlandès i membre fundador de la Conradh na Gaeilge.
Va néixer a Moate, comtat de Westmeath, fill de Joseph Russell, un agricultor quàquer. Des de començaments de la dècada del 1850 es va interessar pel gaèlic irlandès, participant en diverses societats implicades en l'anomenat renaixement gaèlic. Va emigrar als Estats Units en 1867 i va tornar a Irlanda en 1895.

## Obres escollides
- The Adventures of Dick Massey, or the Battles of a Boy (Dublin: James Duffy 1860; Gill, new ed. 1908)
- True Heart’s Trials, a Tale of Ireland and America (Dublin: M .H. Gill 1872; rep. 1910); (1904)
- Red Hugh, Or the Life and Death of Hugh Roe O’Donnell, Lord of Tyrconnell (Dublin: M. H. Gill 1905).